# El Adalid
„El Adalid” – hiszpański katolicki tygodnik opinii wydawany od 1906 do 1917 roku w Torrelavedze. Jego redaktorem naczelnym był Ceferino Calderón. Pismo miało charakter konserwatywny i tradycjonalistyczny. Odrzucało liberalizm, uważając go za „narzędzie Lucyfera”. Wokół tygodnika powstało Katolickie Centrum Wyborcze. W latach 1918–1919 publikowano zbliżone poglądowo pismo „El Besaya”, które miało jednak bardziej modernistyczną linię redakcyjną.